# 银叶杭子梢
银叶杭子梢（学名：Campylotropis argentea）为豆科杭子梢属下的一个种。